# لوتجاردا غيمارايس دي كايرس
لوتجاردا غيمارايس دي كايرس، (بالبرتغالية: Lutgarda Guimarães de Caires‏) كذلك لوثيجاردا (1873- 1935)، ناشطة وشاعرة برتغالية، عرفت بنشاطها في قضايا حقوق المرأة البرتغالية، وقاتلت بقوة ونجاح لتحسن من ظروف السجينات بشكل عام وشامل. بالنسبة للشعر، حصلت لوتجاردا على العديد من الجوائز الأدبية الشعرية، بالإضافة إلى أنها نشرت مقالات في الصحافة تدعو إلى تكافؤ الفرص للمرأة وتحسين حقوق الملكية الخاصة بها. في تقليد سنوي يعتبر ذكرى لها، يقدم البرتغاليون الهدايا والملابس والألعاب بالإضافة للحلويات للأطفال في المستشفيات في عيد الميلاد.

## السيرة الذاتية
ولدت لوتجاردا غيمارايس في عام 1873، في فيلا ريال دي سانتو أنطونيو، هي ابنة ماريا تيريزا دي باروس وخوسيه رودريغيز غيمارايس. توفيت والدتها وهي لا تزال طفلة صغيرة ورعاها والدها هي وأخيها بكل محبة واهتمام، ودفعهما لتعلم الكمان والقيثارة والسيتار (آلة وترية هندية).
غادرت غيمارايس منطقة الغارف وانتقلت إلى مدينة لشبونة وهي لا تزال صغيرة، التقت هناك بمحام من ماديرا واسمه جواو دي كايرس. كان غواو على الدوام يستقبل في منزلهم الضيوف المهتمين بالأدب والشعر، وأسس جمعية الدعاية البرتغالية.
كانت غيمارايس تشارك في الاجتماعات أيضًا، لكن في البداية كانت حزينة على فقدان ابنتها الرضيعة. كان هذا الحدث المؤلم هو الحافز الذي شجعها على المبادرة بأخذ الهدايا والملابس والألعاب للأطفال في مستشفى استيفانيا.
بدأت غيمارايس المساهمة في كتابة ونشر المقالات في الصحف والمجلات والتي تناولت القضايا الاجتماعية، وذلك منذ عام 1905. أما بالنسبة للشعر، فكان أول عمل لها هو غلوسينياس في عام 1910.
ومن بين أعمالها الشهيرة أيضًا، الخشخاش في 1912، ورقصة القدر حكايات وروايات في 1913. في عام 1923، فازت قصيدتها شارع الأزهار (سونيتة مؤلفة من 14 بيتا) بالجائزة الأولى في ألعاب الأزهار الإسبانية – البرتغالية في مدينة سبتة.
في عام 1911، دعيت من قبل وزارة العدل لإجراء دراسة للظروف التي يعيشها السجناء بخاصة النساء، ونتيجة لانتقاداتها تجاه تلك الظروف، حدثت تحسينات كبيرة.
توفيت لوتجاردا غيمارايس دي كايرس في لشبونة في عام 1935.